# Lenguas kamchatka
El Kamchatko es un antiguo grupo dialectal hablado en la península de Kamchatka. Ahora consta de un solo idioma, que es el itelmen occidental (también llamado Kamchadal occidental). Tenía 100 o menos hablantes en 1991, en su mayoría de la generación anterior. El censo ruso de 2010 todavía informó de 80 hablantes.[cita requerida]
Hay registros incompletos que atestiguan al menos otras dos variedades divergentes, Kamchadal oriental (también: norte) y Kamchadal meridional, ambas extintas a fines del siglo XVIII.
Los idiomas de Kamchadal, aunque tradicionalmente se consideraban dialectos, aparentemente eran lo suficientemente distintos como para ser clasificados como idiomas separados. Las tres variedades se hablaban en el oeste, este y sur de Kamchatka. El grado de diferencia se puede ilustrar con el pronombre 'nosotros', que es occidental muza, muza'n, en el meridional Muš, burin, y en el oriental, buze.[cita requerida]
El kamchatko no está estrechamente relacionado con las lenguas chukotas. Aunque lo suficientemente distante como para haber surgido dudas sobre su relación (como en Volodin 1976), la morfología afín demuestra claramente que forma una familia con el chucoto (Comrie 1981), aunque también tiene algunos contrastes notables, especialmente en el área de la fonología. El protolenguaje chukoto-kamchatka ha sido parcialmente reconstruido.
Michael Fortescue cree que el kamchatko puede tener un sustrato de un idioma que antes hablaba una población remanente de Beringia. Por ejemplo, el kamchatko tiene consonantes eyectivas, que son comunes entre los idiomas del noroeste del Pacífico, pero raros en los idiomas del noreste de Asia.